# Sarantus nobilis
Sarantus nobilis är en insektsart som beskrevs av George Willis Kirkaldy. Sarantus nobilis ingår i släktet Sarantus och familjen hornstritar. Inga underarter finns listade i Catalogue of Life.